# Катастрофічний антифосфоліпідний синдром
Катастрофічний антифосфоліпідний синдром (англ. Catastrophic antiphospholipid syndrome (CAPS); також синдром Ашерсона, англ. Asherson's syndrome) — клінічний синдром, що супроводжується тромботичною мікроангіопатією, численними тромбозами органів та, в деяких випадках, некрозом тканин. Вважається крайнім варіантом антифосфоліпідного синдрому. Летальність сягає 50 %.

## Історія
Вперше синдром описав британський лікар Рональд Ашерсон у 1992 році.

## Причини і патогенез
Причини синдрому залишаються невідомими. Інфекції, травми, ліки та / або операції можна визначити приблизно у половині випадків як пусковий фактор. Вважається, що активуються цитокіни, що призводять до цитокінової бурі з потенційно смертельними наслідками органної недостатності. Низький вміст тромбоцитів є звичайним. У хворих часто є позитивним тест на антиліпідних антитіл, як правило класу IgG, причому в анамнезі немає ознак ураження сполучної тканини. В основі патогенезу оклюзія дрібних кровоносних судин у різних органах. Катастрофічний антифосфоліпідний синдром можна розділити на первинний і вторинний, що пов'язаний з якимось основним захворюванням, системною хворобою сполучної тканини або ревматичною гарячкою.
Передбачувані патогенні механізми дії антифосфоліпідних антитіл можна довільно розділити на чотири взаємопов'язаних групи:
1. клітинна активація (активація ендотеліальних клітин, імуноцитів, тромбоцитів);
2. інгібування антикоагулянтів (інгібування шляху протеїну С, пошкодження щита аннексину А5);
3. інгібування фібринолізу (інгібування інгібітора активатора плазміногену-1, блокування β2-глікопротеїну і аннексину А2);
4. активація комплементу (активація ендотеліальних клітин за допомогою C5a та MAC, імунних клітин за допомогою C5a, тромбоцитів за допомогою C3a та MAC, інгібування фібринолізу за допомогою С5а).

Антифосфоліпідні антитіла можуть знижувати активність ендотеліальної синтетази оксиду азоту, в результаті чого зменшується його виробництво. Дефіцит оксиду азоту спричинює порушення вазодилатації та сприяє зчепленню тромбоцитів з ендотелієм. Антифосфоліпідні антитіла породжують окисний стрес і стимулюють експресію тканинного фактора на поверхні ендотеліальних клітин і моноцитів. Мембранозв'язаний ліпопротеїн, тканинний фактор — рецептор клітинної поверхні та кофактор для коагуляційного фактора VII. Комплекс анти-B2GPI / B2GPI може індукувати активацію та агрегацію тромбоцитів через рецептор аполіпопротеїну Е 2'.
Антифосфоліпідні антитіла можуть погіршити фібриноліз. Координовані дії активаторів, інгібіторів, кофакторів і рецепторів фібринолітичної системи забезпечують захист від надмірної активності системи згортання. Тканинний активатор плазміногену і урокіназа перетворюють плазміногени в плазмін, що розщеплює фібрин у розчинні продукти деградації. Поверхневий рецептор клітини для тканинного активатора плазміногену та аннексину A2 полегшує опосередкований протеоліз плазміногену та генерацію плазміну. Інгібітор активатора плазміногену-1 інгібує активність як тканинного активатора плазміногену і урокінази.
Антифосфоліпідні антитіла можуть активувати систему комплементу за допомогою класичного, лектинового або альтернативного шляхів. Класичний шлях сильно активується імунними комплексами, які визнаються універсальною розпізнавальною молекулою C1q. Активація комплементу призводить до розщеплення С3 на С3а і С3b шляхом перетворення С3. Зв'язування C3a з його рецептором на поверхні тромбоцитів спричинює активацію, адгезію та агрегацію тромбоцитів. C3b полегшує фагоцитоз і бере участь у складанні С5-конвертатів, які розщеплюють С5 на С5а та С5б. С5а стимулює експресію тканинного фактора (моноцити, нейтрофіли, ендотеліальні клітини) і PAI-1 (тучні клітини, базофіли). C5b бере участь у зборі мембранатакувального комплексу C5b-9 на поверхні тромбоцитів та ендотеліальних клітин, що призводить до утворення негативно заряджених прототромботичних фосфоліпідів. C5b-9 також є триггером вивільнення гранул зберігання та тканинвмісних мікрочастинок з тромбоцитів.

### Патоморфологія
Вивчення біоптатів нирок свідчить про гостру тромботичну мікроангіопатію, яка характеризується наявністю тромбів в клубочках та артеріолах. Інфільтрат із різних клітин запалення з'являється в інтерстиції у третини хворих. Інтерстиціальний крововилив відбувається рідко. Іммунофлуоресцентна мікроскопія показує сильну імунореактивність до фібрину в клубочкових капілярах, артеріолах та інтерстиції. Осадження імунного комплексу спостерігається рідко. При ультраструктурному дослідженні клубочкові капіляри часто містять фібринові тактоїди. Інтерстиційний фіброз, трубчаста атрофія та концентричні ламінування у фіброзній інтимі артеріол та артерій (по типу лушпиння цибулі) вказують на хронічне ушкодження.

## Клінічні ознаки
Більшість хворих є жінками середнього віку. Частою фоновою патологією є інфекційні хвороби, оперативні втручання, системний червоний вовчак. Клінічно виявляють ураження багатьох органів. Периферійний тромбоз маніфестуєть розширенням вен, появою болю та набряків кінцівок. Тромбоз мезентеріальних судин призводить до сильного болю у животі, синдрому гострого живота. Часті ускладнення серцево-судинної, нервової, ниркової та легеневої систем. Тромбоз шкірних судин призводить до висипу на шкірі і розвитку некрозів. Тромбози мозку проявляються набряком його та судомами, можливі інсульти. Можливий розвиток гострого інфаркту міокарда. Смерть є результатом множинної органної недостатності.

## Діагностика
Клініко-морфологічними критеріями є:
1. Тромбоз судин:

- ≥ 1 клінічний епізод тромбозу артерії, вени або судини малого калібру у будь-якій тканині або органі.

1. Порушення вагітності:

- ≥ 1 незрозуміла смерть морфологічно нормального плода на 10-й тиждень вагітності або після неї;
- ≥ 1 передчасні пологи морфологічно нормальним новонародженим до 34-го тижня вагітності через еклампсію, тяжку прееклампсію або тяжку плацентарну недостатність; або
- ≥ 3 нез'ясовані послідовні мимовільні аборти до 10-го тижня вагітності з винятком можливості анатомічних або гормональних аномалій у вагітної та причин генетичної несумісності матері та батька.

Лабораторні критерії:
- антикоагулянт з вовчаком, присутній у плазмі — ≥ 2 випадки принаймні з інтервалом 12 тижнів;
- антикардіоліпінові антитіла ізотипу IgG та / або IgM, середній або високий титр, у ≥ 2 випадках, щонайменше з інтервалом 12 тижнів;
- антитела проти β2-глікопротеїну-І ізотипу IgG та / або IgM, у середньому або високому титрі, ≥ 2 разів, щонайменше з інтервалом 12 тижнів.

Катастрофічний антифосфоліпідний синдром є, якщо знайдено принаймні один із клінічних та один з лабораторних критеріїв.
Антикардіоліпінні антитіла та вовчакові антикоагулянти знаходять у більшості хворих. Антиядерні антитіла виявляються у двох третин пацієнтів з вторинним і у 45 % пацієнтів з первинним синдромом. Титр антинуклеарних антитіл при вторинному синдромі зазвичай <1:320. Тромбоцитопенія спостерігається майже у половини пацієнтів. Тяжкі тромбоцитопенії є рідкістю. Незважаючи на широко поширений внутрішньосудинний тромбоз, мікроангіопатична гемолітична анемія присутня лише у третини пацієнтів.

## Лікування
Включає в себе застосування антибіотиків для профілактики інфікування та парентеральної антикоагуляції за допомогою внутрішньовенного введення низькомолекулярних гепаринів та глюкокортикостероїдів, плазмоферезу, внутрішньовенного імуноглобуліну. Необхідно вживати додаткових заходів для зменшення проблем кровообігу, ниркової та дихальної недостатності. Підтримуюче лікування включає високі дози ритуксимабу.